# پل ارنگ
پل آرنگ (انگلیسی: Paul Ereng؛ زادهٔ ۲۲ اوت ۱۹۶۶) دونده دو نیمه‌استقامت اهل کنیا است.
وی در مسابقات کشوری و بین‌المللی در مجموع برندهٔ ۳ مدال طلا شده‌است.